# Kala (Cameroun)
Pour les articles homonymes, voir Kala.
Kala ou Kalla est un village de la région du Centre au Cameroun, localisé dans la commune de Mbankomo et le département de la Méfou-et-Akono.

## Population
En 1965, Kala comptait 285 habitants, principalement des Ewondo.
Lors du recensement de 2005, ce nombre s'élevait à 309.